# Protea scolymocephala
Protea scolymocephala es una planta fanerógama del género Protea nativa de Sudáfrica. 

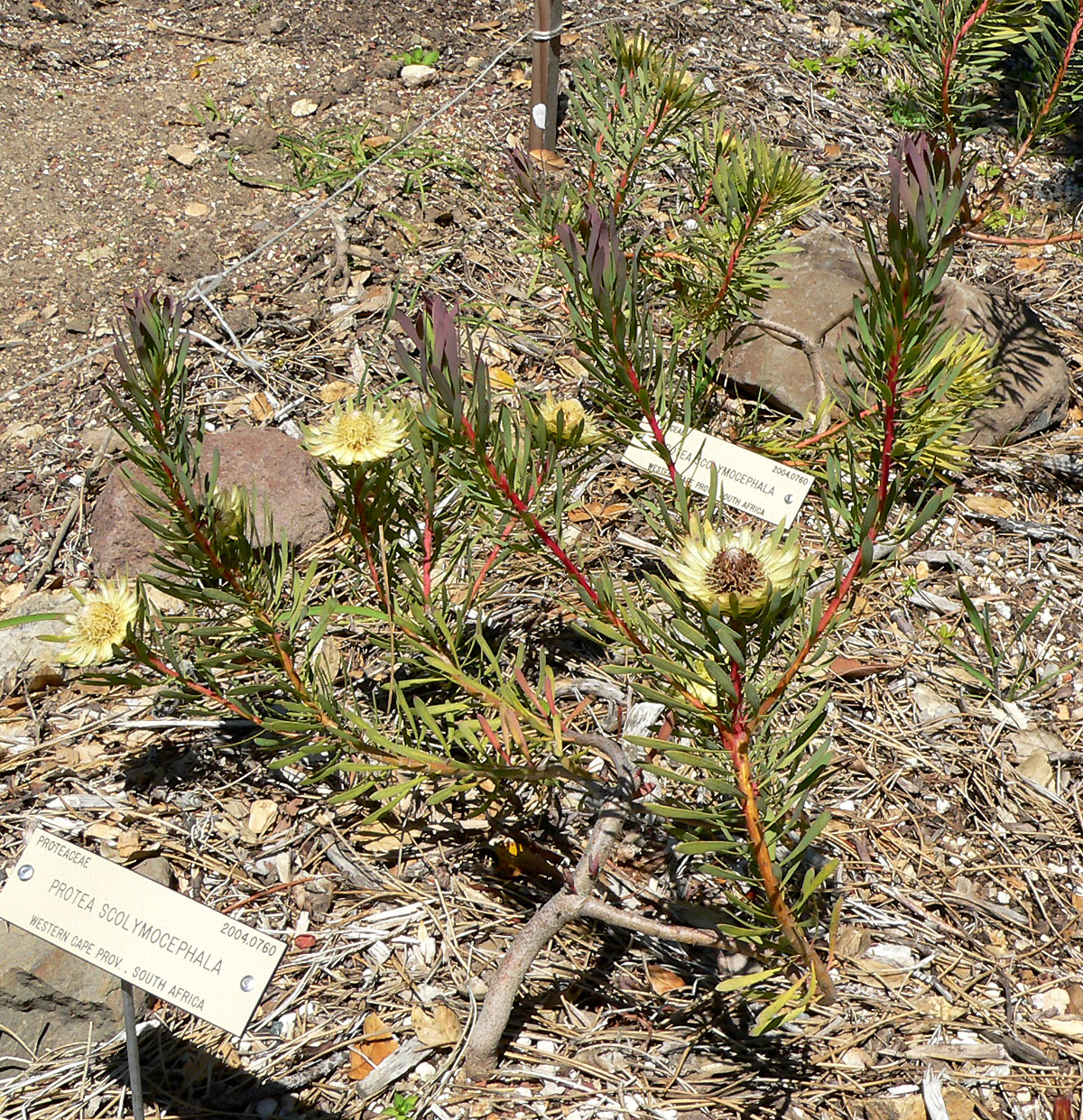
Vista de la planta

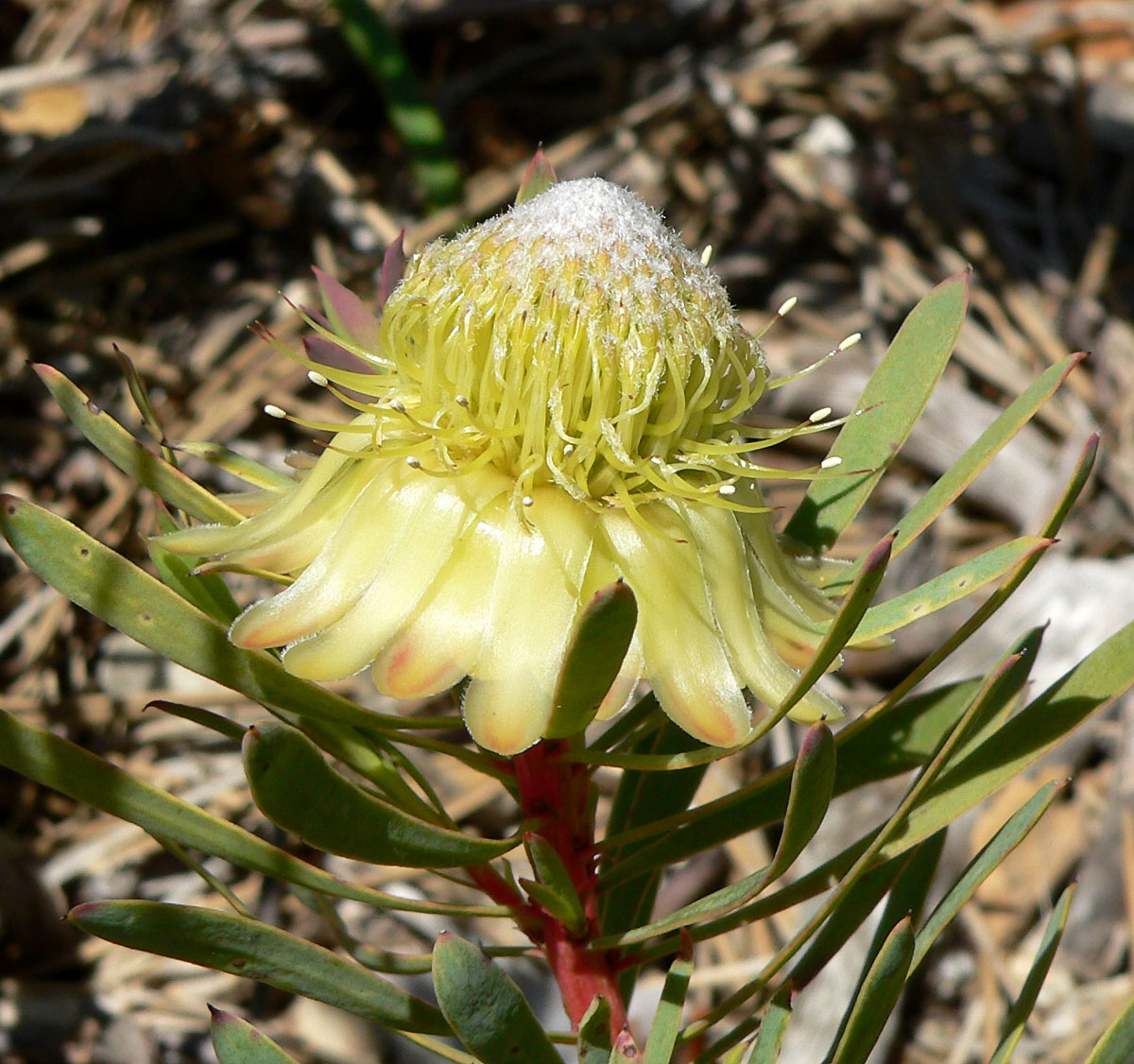
Detalle de la flor

## Descripción
Es un pequeño arbusto erecto de entre 0,5 y 1,5 metros de altura. Las hojas son linear-espatuladas curvadas hacia arriba. La inflorescencia es de color amarillo-verde y pequeña, con 3.5 a 4.5 cm de ancho. Florece entre junio y noviembre. Los frutos se conservan.

## Distribución y hábitat
Protea scolymocephala ocupa suelos de arena y tierras bajas costeras en la Provincia Occidental del Cabo desde aproximadamente el río Olifants en el norte, a través de Ciudad del Cabo a Hermanus en el este. La especie se considera vulnerable y se ve amenazada tanto por la construcción y la vegetación exótica.

## Taxonomía
Protea scolymocephala fue descrito por Johann Jakob Reichard y publicado en Syst. Pl. i. 271
Etimología
Protea: nombre genérico que fue creado en 1735 por Carlos Linneo en honor al dios de la mitología griega Proteo que podía cambiar de forma a voluntad, dado que las proteas tienen muchas formas diferentes. 
scolymocephala: epíteto latíno 